# Consell de Transparència i Bon Govern
El Consell de Transparència i Bon Govern és un organisme públic independent de l'estat espanyol, amb personalitat jurídica pròpia i plena capacitat. És regulat per la llei 19/2013, de 9 de desembre, de transparència, accés a la informació pública i bon govern, i el seu Estatut (Reial decret 919/2014, de 31 d'octubre). Va ser creat formalment el 12 de desembre de 2014 amb el nomenament de la seva primera presidenta, Esther Arizmendi.

## Història
La breu història del Consell de Transparència espanyol es va iniciar el 12 de desembre de 2014 amb el nomenament de la seva primera presidenta Esther Arizmendi per un període de cinc anys. Va haver de fer front a una veritable tempesta política per la sortida a la llum de múltiples casos de corrupció. L'equip de direcció i el seu nombre d'empleats es va anar perfilant durant els primers mesos de 2015. Com a subdirector del Consell hi figura Javier Amorós Dorda, al costat d'un equip de 20 persones. El seu pressupost anual ronda els 3 milions d'euros. A la mort d'Arizmendi no es va nomenar cap substitut per manca de consens a les Corts Espanyoles, de manera que Javier Amorós se'n fa càrrec de manera interina, se li ha reduït el pressupost en un 22 % i el seu futur actual és incert.

## Funcions
La principal meta del Consell de la Transparència és aconseguir una Administració pública més eficient i més oberta, és a dir, més democràtica, caracteritzada per la transparència i un govern accessible. Una Administració que, a través de la participació dels ciutadans, aconsegueixi reduir el pes de la corrupció. També ha d'assessorar en matèria de transparència, accés a la informació pública i bon govern a les administracions que ho sol·licitin; informar els projectes normatius de caràcter estatal que desenvolupin la llei de Transparència, accés a la informació pública i bon govern, o que estiguin relacionats amb el seu objecte; avaluar el grau d'aplicació de la llei, per la qual cosa elaborarà anualment una memòria en la qual s'inclourà informació sobre el compliment de les obligacions previstes i que serà presentada davant les Corts Generals; promoure l'elaboració d'esborranys, de recomanacions i de directrius i normes de desenvolupament de bones pràctiques; promoure activitats de formació i sensibilització per a un millor coneixement de les matèries regulades i col·laborar amb òrgans de anàlegs en les matèries que li són pròpies.